# Omar Rodríguez López & John Frusciante

Omar Rodríguez López & John Frusciante es un álbum de estudio en el que colaboraron los guitarristas Omar Rodríguez-López, exmiembro de la banda The Mars Volta y John Frusciante, actual miembro del grupo Red Hot Chili Peppers. Fue publicado de forma digital el 1 de mayo de 2010 y es la vigésima publicación de Omar y la segunda colaboración (primera como LP) de los artistas desde el sencillo en vinilo "0=2", publicado en 2005. Este tema está incluido en el álbum junto con el B-Side "0".
En diciembre del 2010, se publicó una versión en CD del álbum en Japón mediante la disquera Sleeppwell, logrando un gran éxito quedando en #2 en la lista de mejores vendidos de Amazon Japan en la categoría de rock alternativo y de # 22 en la categoría de música rock.

## Lista de canciones
1. "4:17 am" − 3:41
2. "0=2" − 3:53
3. "LOE" − 4:46
4. "ZIM" − 3:54
5. "VTA" − 3:51
6. "0" − 4:10
7. "5:45 am" − 5:02

------------------------------------------
Duración Total: - 28:59

## Personal
- Omar Rodríguez-López – guitarras, bajo, sintetizador
- John Frusciante – guitarras, bajo, sintetizador